# SN 2003cq
SN 2003cq – supernowa typu Ia odkryta 30 marca 2003 roku w galaktyce NGC 3978. W momencie odkrycia miała maksymalną jasność 17,00m.